# Centrum zdraví Bohuňovice
Centrum zdraví Bohuňovice se nachází v obci Bohuňovice v okrese Olomouc v Olomouckém kraji.
Centrum vzniklo roku 2003 a poskytuje svým návštěvníkům především rodinný aquapark, a také sportovní vyžití, relaxaci a ubytování. V centru je 17metrový plavecký bazén s tryskami pro plavání v protiproudu a startovními bloky, sauna, parní komora, vířivky, dětské brouzdaliště, posilovna, solárium, vodní tobogán s délkou 100 m, letní terasa s lehátky a občerstvení. Pro zájemce existuje také nabídka plaveckých a pohybových kurzů a masáže pro všechny věkové kategorie.

## Další informace
V okolí centra se nacházejí hřiště na tenis, volejbal a fotbal a dětské hřiště s prolézačkami a parkoviště.
K Centru zdraví Bohuňovice vede cyklostezka a silnice.